# Campeonato Mundial de Atletismo em Pista Coberta de 2008 - 60 m com barreiras feminino
A competição dos 60 metros com barreiras feminino do Campeonato Mundial de Atletismo em Pista Coberta de 2008, foi disputado no Palácio-Velódromo Luis Puig, em Valência.

## Medalhistas
| Ouro             | Prata               | Bronze            |
| LoLo Jones (USA) | Candice Davis (USA) | Anay Tejeda (CUB) |

## Resultados

### Eliminatória
| Bateria | Faixa | Atleta                  | Nacionalidade  | Tempo   | Notas | Tempo de reação |
| ------- | ----- | ----------------------- | -------------- | ------- | ----- | --------------- |
| 1       | 4     | Susanna Kallur          | Suécia         | 7.87    | Q     | 0.259           |
| 1       | 8     | Lacena Golding-Clarke   | Jamaica        | 8.01    | Q     | 0.230           |
| 1       | 2     | Eline Berings           | Bélgica        | 8.05 NR | Q     | 0.151           |
| 1       | 6     | Angela Whyte            | Canadá         | 8.16    |       | 0.221           |
| 1       | 7     | Reïna-Flor Okori        | França         | 8.18    |       | 0.256           |
| 1       | 5     | Glory Alozie            | Espanha        | 8.19 SB |       | 0.173           |
| 1       | 3     | Esen Kizildag           | Turquia        | 8.33 SB |       | 0.277           |
| 2       | 2     | Nevin Yanit             | Turquia        | 8.09    | Q     | 0.255           |
| 2       | 4     | Yuliya Kondakova        | Rússia         | 8.13    | Q     | 0.187           |
| 2       | 5     | Cindy Billaud           | França         | 8.20    | Q     | 0.151           |
| 2       | 3     | Yauhenia Valadzko       | Bielorrússia   | 8.27    |       | 0.257           |
| 2       | 7     | Toyin Augustus          | Nigéria        | 8.46    |       | 0.233           |
| 2       | 8     | Priscilla Lopes-Schliep | Canadá         | 8.66    |       | 0.206           |
| 2       | 6     | Fadwa Al Bouza          | Síria          | 9.06 SB |       | 0.272           |
| 3       | 2     | Anay Tejeda             | Cuba           | 7.93    | Q     | 0.133           |
| 3       | 5     | Micol Cattaneo          | Itália         | 8.02 PB | Q     | 0.149           |
| 3       | 3     | Candice Davis           | Estados Unidos | 8.02    | Q     | 0.149           |
| 3       | 4     | Miriam Bobková          | Eslováquia     | 8.08    | q     | 0.181           |
| 3       | 7     | Kia Davis               | Libéria        | 8.14    | q     | 0.195           |
| 3       | 6     | Flóra Redoúmi           | Grécia         | DNF     |       | 0.242           |
| 4       | 7     | Josephine Onyia         | Espanha        | 7.84 PB | Q     | 0.171           |
| 4       | 4     | LoLo Jones              | Estados Unidos | 7.96    | Q     | 0.184           |
| 4       | 5     | Aleksandra Antonova     | Rússia         | 8.05    | Q     | 0.123           |
| 4       | 8     | Sarah Claxton           | Reino Unido    | 8.12    | q     | 0.207           |
| 4       | 6     | Yevgeniya Snihur        | Ucrânia        | 8.16    | q     | 0.134           |
| 4       | 3     | Denisa Šcerbová         | Chéquia        | 8.42    |       | 0.235           |
| 4       | 2     | Anne Møller             | Dinamarca      | 8.54    |       | 0.256           |

### Semifinal
| Bateria | Faixa | Atleta                | Nacionalidade  | Tempo   | Notas | Tempo de reação |
| ------- | ----- | --------------------- | -------------- | ------- | ----- | --------------- |
| 1       | 6     | LoLo Jones            | Estados Unidos | 7.82    | Q     | 0.192           |
| 1       | 5     | Josephine Onyia       | Espanha        | 8.00    | Q     | 0.269           |
| 1       | 7     | Yuliya Kondakova      | Rússia         | 8.01    | Q     | 0.188           |
| 1       | 2     | Yevgeniya Snihur      | Ucrânia        | 8.06 PB | Q     | 0.130           |
| 1       | 4     | Micol Cattaneo        | Itália         | 8.10    |       | 0.225           |
| 1       | 3     | Nevin Yanit           | Turquia        | 8.19    |       | 0.251           |
| 1       | 8     | Cindy Billaud         | França         | 8.19    |       | 0.212           |
| 1       | 1     | Miriam Bobková        | Eslováquia     | 8.24    |       | 0.236           |
| 2       | 5     | Anay Tejeda           | Cuba           | 7.96    | Q     | 0.228           |
| 2       | 4     | Candice Davis         | Estados Unidos | 7.99    | Q     | 0.160           |
| 2       | 3     | Lacena Golding-Clarke | Jamaica        | 8.00    | Q     | 0.224           |
| 2       | 7     | Aleksandra Antonova   | Rússia         | 8.07    | Q     | 0.132           |
| 2       | 1     | Sarah Claxton         | Reino Unido    | 8.07 SB |       | 0.218           |
| 2       | 8     | Eline Berings         | Bélgica        | 8.10    |       | 0.138           |
| 2       | 2     | Kia Davis             | Libéria        | 8.10    |       | 0.205           |
| 2       | 6     | Susanna Kallur        | Suécia         | DNS     |       |                 |

### Final
| Colocação         | Faixa | Atleta                | Nacionalidade  | Tempo | Tempo de reação |
| ----------------- | ----- | --------------------- | -------------- | ----- | --------------- |
| Medalha de ouro   | 5     | LoLo Jones            | Estados Unidos | 7.80  | 0.161           |
| Medalha de prata  | 3     | Candice Davis         | Estados Unidos | 7.93  | 0.145           |
| Medalha de bronze | 6     | Anay Tejeda           | Cuba           | 7.98  | 0.184           |
| 4                 | 8     | Lacena Golding-Clarke | Jamaica        | 8.01  | 0.227           |
| 5                 | 1     | Aleksandra Antonova   | Rússia         | 8.02  | 0.165           |
| 6                 | 2     | Yevgeniya Snihur      | Ucrânia        | 8.12  | 0.237           |
| 7                 | 7     | Yuliya Kondakova      | Rússia         | 10.19 | 0.239           |
| 8                 | 4     | Josephine Onyia       | Espanha        | 43.72 | 0.253           |

Legenda
| Recorde mundial       | Recorde mundial (World record)               |                       | Recorde africano                      | Recorde africano (African) |                                           | Q | Classificado por posição (Qualified) |
| Recorde do campeonato | Recorde do campeonato (Championship record)  | Recorde da América    | Recorde da América (Americas)         | q                          | Classificado por melhor tempo (Qualified) |   |                                      |
| Melhor marca do ano   | Melhor marca do ano (World leading)          | Recorde asiático      | Recorde asiático (Asian)              | DNS                        | Não largou (Did not start)                |   |                                      |
| Recorde nacional      | Recorde nacional (National record)           | Recorde europeu       | Recorde europeu (European)            | DNF                        | Não terminou (Did not finish)             |   |                                      |
| Recorde pessoal       | Recorde pessoal do atleta (Personal best)    | Recorde da Oceania    | Recorde da Oceania (Oceania)          | DSQ / DQ                   | Desclassificado (Disqualified)            |   |                                      |
| Recorde da temporada  | Recorde da temporada do atleta (Season best) | Recorde sul-americano | Recorde sul-americano (South America) | NM                         | Sem marca (No mark)                       |   |                                      |